# Paspoortrechten
Paspoortrechten, passporting-rechten of financieel paspoort (Engels: passporting rights) is het recht om in de gehele Europese Economische Ruimte (EER) financiële producten en diensten aan te mogen bieden, waarbij er geen lokale vestiging geopend hoeft te worden. Het is als het ware een Europees paspoort voor financiële instellingen die toegang geeft tot deze Europese interne markt. Op financiële instellingen wordt er binnen de EER financieel toegezien conform het Europees Systeem voor financieel toezicht. Doordat een financiële instelling in het ene land onder toezicht staat conform de Europese regels, vastgelegd in het Verdrag betreffende de werking van de Europese Unie, kunnen deze instellingen binnen de EER vrijelijk hun diensten aanbieden in alle landen. Dit voorkomt dat multinationale ondernemingen in ieder land afzonderlijk opnieuw toestemming moeten vragen en krijgen van de lokale financiële toezichthouders.
Financiële instellingen van buiten de Europese Unie en de Europese Economische Ruimte vragen doorgaans toestemming in één land van de Europese Unie, waarna ze met die toestemming ook in alle andere landen van de EER hun diensten mogen aanbieden.
Vanwege de brexit hebben banken en andere financiële instellingen in The City, het financiële centrum van het Verenigd Koninkrijk en daarbuiten niet meer automatisch toegang tot de markt van de Europese Unie. Om die toegang wel te houden moeten financiële instellingen een kantoor openen in de Europese Unie en moet men in dat land bij de lokale toezichthouder een vergunning aanvragen, daar men niet kan terugvallen op de Britse vergunning die eerder verleend is. Een financiële tak van ondernemingen is het verzekeringswezen en de derde grootste ter wereld is anno 2018 in het Verenigd Koninkrijk gevestigd. Dankzij de paspoortrechten kunnen verzekeringsmaatschappijen de gehele EER kan bedienen en zo'n 100 verzekeringsmaatschappijen maken daar anno 2018 gebruik van. Na de brexit kan dat niet meer en daarom besloot de markt voor verzekeringen Lloyd's of London in 2017 om een nieuwe Europese dochtermaatschappij te vestigen in Brussel en zo de paspoortrechten voor de Europese Unie veilig te stellen. De Amerikaanse verzekeraar American International Group verhuisde het hoofdkwartier van Londen naar Luxemburg, terwijl Barclays een groot deel van de activiteiten naar Dublin verhuisde.

## Ondernemingen
Type ondernemingen die paspoortrechten gebruiken zijn onder andere:
- Instellingen voor elektronisch geld
- Betalingsinstellingen
- Beleggingsondernemingen
- Alternatieve beleggingsinstellingen
- UCITS-managers
- Kredietinstellingen
- Kredietbemiddelaars
- Verzekeraars en herverzekeraars
- Verzekeringstussenpersonen

## Financiële diensten
Verschillende type financiële diensten waarvoor men gebruik kan maken van de paspoortrechten zijn:
- Het opnemen van deposito's en andere terugbetaalbare gelden
- Geld lenen
- Financiële leasing
- Betalingsdiensten en uitgifte en beheer van andere betaalmiddelen
- Elektronisch geld uitgeven
- Garanties en verbintenissen
- Handel voor eigen rekening of voor rekening van klanten in geldmarktinstrumenten, buitenlandse valuta, financiële futures en opties, overdraagbare effecten
- Bewaring en beheer van effecten
- Deelname aan effectenemissies en het verlenen van diensten hierin
- Advies aan ondernemingen over onder andere kapitaalstructuur en diensten met betrekking tot fusies en de verwerving van ondernemingen
- Bemiddeling van geld door tussenpersonen
- Portfoliomanagement en advies
- Kredietreferentiediensten
- Custodydiensten